# Daze Cuo
Daze Cuo (kinesiska: 达则错) är en sjö i Kina. Den ligger i den autonoma regionen Tibet, i den sydvästra delen av landet, omkring 430 kilometer nordväst om regionhuvudstaden Lhasa. Daze Cuo ligger 4 465 meter över havet. Arean är 252 kvadratkilometer. Den sträcker sig 17,1 kilometer i nord-sydlig riktning, och 22,4 kilometer i öst-västlig riktning.
Genomsnittlig årsnederbörd är 445 millimeter. Den regnigaste månaden är juli, med i genomsnitt 154 mm nederbörd, och den torraste är december, med 2 mm nederbörd.